# Viqueot Company
Viqueot Company war ein US-amerikanischer Hersteller von Automobilen.

## Unternehmensgeschichte
Das Unternehmen wurde 1905 in Long Island City im US-Bundesstaat New York gegründet. Es gehörte zur Vehicle Equipment Company. Hector H. Havemeyer leitete es. Im gleichen Jahr begann die Produktion von Automobilen. Dazu gab es ein Werk in Puteaux in Frankreich. Der Markenname lautete Viqueot. 1906 endete die Produktion, als die Vehicle Equipment Company in den Bankrott ging.

## Fahrzeuge
In Frankreich wurden die Fahrgestelle hergestellt und danach in den USA die Karosserien angefertigt und montiert. Zur Wahl standen zwei verschiedene Vierzylindermotoren. Sie waren mit 28/32 PS und 40/45 PS angegeben. Sie trieben über ein Dreiganggetriebe und zwei Ketten die Hinterachse an. Das Fahrgestell hatte 284 cm.